# Scopula nivimontium
Scopula nivimontium är en fjärilsart som beskrevs av Louis Beethoven Prout 1938. Scopula nivimontium ingår i släktet Scopula och familjen mätare. Inga underarter finns listade.